# 汤姆·科
汤姆·科（英語：Tom Coe，1873年11月3日—1942年10月26日），英国男子水球运动员。他曾代表英国曼彻斯特奥斯本游泳俱乐部参加1900年夏季奥林匹克运动会水球比赛，获得一枚金牌。